# Christian Friedrich von Viereck
Christian Friedrich von Viereck (* 30. April 1725 in Wattmannshagen; † 19. November 1777 in Pisa) war ein preußischer Generalmajor.

## Leben

### Familie
Christian Friedrich war Angehöriger der mecklenburgischen Adelsfamilie von Viereck. Seine Eltern waren der kursächsische und königlich-polnische Oberstleutnant und Erbherr auf Wattmannshagen Friedrich Wilhelm von Viereck (1682–1735) und Ursula Dorothea von Bülow a.d.H. Prützen (1702–1765). Im Jahre 1763 vermählte er sich mit Ulrike Charlotte Auguste Luise von Viereck (1742–1797), einer Tochter des preußischen Staatsministers Adam Otto von Viereck aus dessen zweiter Ehe. Aus der Ehe gingen drei Söhne hervor:
- Karl Albert Friedrich von Viereck (* 15. März 1764; † 3. September 1843), preußischer Geheimer Kriegsrat, Ritter des Johanniterordens

⚭ Karoline Dorothea von Bülow († 1810) aus dem Haus Prützen
⚭ Charlotte Luise Margarethe von Gamm († 1816) aus dem Haus Karow
⚭ Wilhelmine Justine Dorothea Henriette von Uslar-Gleichen (1808–1879)
- Christian Ludewig Wilhelm Emilius von Viereck (* 25. März 1767, † 26. Januar 1842)[2], Oberstleutnant im Infanterieregiment (Nr. 25) ⚭ 1805 Gräfin Emilie Sophie Wilhelmine Finck von Finckenstein (* 17. Juli 1780; † 6. Mai 1843)[3]
- Adam Otto von Viereck (1770–1797), Fähnrich im Infanterieregiment (Nr. 19), mecklenburgischer Kammerherr

### Werdegang
Viereck war 1740 Estandartenjunker im Regiment Gens d’armes (Nr. 10) und wurde am 5. März 1741 Kornett. Am Ersten Schlesischen Krieg nahm er teil und avancierte am 19. Mai 1750 zum Leutnant. Im Siebenjährigen Krieg hat er sich vor Leuthen derart ausgezeichnet, dass ihm der König den Orden Pour le Mérite verlieh. Auch an den wichtigen Schlachten bei Zorndorf, Liegnitz und Torgau nahm er teil. Am 1. April 1757 wurde Viereck zum Stabsrittmeister und am 26. Januar 1758 zum Rittmeister und Kompaniechef befördert. Es folgte seine Beförderung zum Major am 1. Februar 1759 mit Patent vom 28. August 1758. Er stieg am 29. August 1767 mit Patent vom 6. September 1767 weiter auf zum Oberstleutnant und wurde schließlich am 5. Oktober 1768 Kommandeur des Regiments Gens d’armes sowie am 20. Mai 1772 Oberst. Wegen langjähriger gesundheitlicher Probleme war ihm die Übernahme eines eigenen Regiments verwehrt und so dimittierte er schließlich als Generalmajor mit Pension.
Viereck wurde am 17. Juni 1751 als Johanniterritter exspektiviert und am 1. Oktober 1764 als Johanniterritter eingekleidet. Er war Erbherr auf Weitendorf und Dudingshausen bei Güstrow.